# Richmond Trophy 1951
Grand Prix Richmond Trophy 1951 (oficiálně III Richmond Trophy) byl nemistrovský závod Formule 1 v sezóně 1951, který se konal dne 26. března 1951 ve Velké Británii.

## Závod
| Poř. | No. | Jezdec             | Konstruktér | Počet kol | Čas/Odstoupení | Pořadí na startu |
| ---- | --- | ------------------ | ----------- | --------- | -------------- | ---------------- |
| 1    | 20  | Princ Bira         | Maserati    | 12        | 19:44.0        | 3                |
| 2    | 27  | Brian Shawe-Taylor | ERA         | 12        | + 17.2         | 6                |
| 3    | 28  | Duncan Hamilton    | ERA         | 12        | + 25.4         | 5                |
| 4    | 30  | Johnny Claes       | Talbot-Lago | 12        | + 29.4         | 11               |
| 5    | 1   | Stirling Moss      | HWM-Alta    | 12        | + 50.0         | 9                |
| 6    | 26  | Graham Whitehead   | ERA         | 12        | + 1:18.6       | 1                |
| 7    | 2   | Lance Macklin      | HWM-Alta    | 12        | + 1:19.4       | 10               |
| Ret  | 21  | Reg Parnell        | Maserati    | 5         | Motor          | 4                |
| Ret  | 24  | Bob Gérard         | ERA         | 2         | Mechanika      | 8                |
| Ret  | 35  | David Murray       | Maserati    | 0         |                | 7                |
| DNS  | 25  | Fred Ashmore       | ERA         | 0         | Mechanika      | 2                |